# Fábrica de Cerâmica Terceirense
A Fábrica de Cerâmica Terceirense, também conhecida como Fábrica Scotto, foi uma indústria de cerâmica que existiu na ilha Terceira, nos Açores.
Testemunha da iniciativa industrial e artística de nomes como os de Amadeu de Almeida Monjardino, Joaquim Correia Laureano e António José Leite, produziu, nas primeiras décadas do século XX, a chamada cerâmica terceirense, que se distingue pelo branco opaco e pelos motivos decorativos, de inspiração local e regionalista.

## História
O fabrico de faiança na Terceira remonta à fundação, em 1886, da Fábrica de Louça Progresso, por Jacinto Martins Cardoso e Zeferino Augusto da Costa. A sua matéria-prima, o barro, provinha da vizinha Ilha de Santa Maria, de Portugal Continental e, em menor quantidade, em mistura, da própria Terceira.
Após ter passado por diversos proprietários, foi adquirida na década de 1920 por Amadeu Monjardino, passando a ter a razão social de Fábrica de Cerâmica Terceirense. Neste que foi o seu período áureo, produziu "…faianças, material sanitário, azulejos, canalizações, louça vidrada e louça de barro ordinário", conforme publicidade veiculada no Almanaque dos Açores em 1926. No mesmo período foram fabricadas peças de faiança decoradas com os brasões de armas das famílias terceirenses, que o artista reproduzia com base em fotografias que lhe eram fornecidas pelo fotógrafo José Leite.
Na década de 1960 a fábrica era de propriedade de Francisco Borges Scotto de Meneses, período em que era conhecida como Fábrica Scotto, período em que já não se produzia a faiança que a caracterizara.
Em 1975, a indústria encerrou as suas atividades. Por fim, o grande terramoto de 1980 fez ruir parte do seu antigo edifício.